# Eivind Henriksen
Eivind Prestegård Henriksen (* 14. September 1990 in Oslo) ist ein norwegischer Leichtathlet, der sich auf den Hammerwurf spezialisiert hat. Sein größter sportlicher Erfolg stellt der Gewinn der Silbermedaille bei den Olympischen Sommerspielen 2020 in Tokio dar.

## Sportliche Laufbahn
Eivind Henriksen, der seit seinen Jugendjahren im Hammer- und Diskuswurf antritt, nahm 2007 an seinen ersten internationalen Wettkämpfen teil, wobei er mit dem Hammer seit jeher die besseren Leistungen erzielte. Damals trat er im Juli zunächst bei den U18-Weltmeisterschaften in Ostrava an und zog in das Finale des Hammerwurfs ein, das er als Neunter beendete. Eine Woche später trat er in Hengelo bei den U20-Europameisterschaften an, konnte dort mit dem höheren Wurfgewicht und der teilweise älteren Konkurrenz allerdings das Finale nicht erreichen. Im August gewann er anschließend die Bronzemedaille bei den Norwegischen Meisterschaften. 2008 trat er in Bydgoszcz bei den U20-Weltmeisterschaften an, brachte allerdings in der Qualifikation keinen gültigen Versuch zu Stande. Kurz darauf wurde er norwegischer Vizemeister. Das gleiche Resultat erreichte er auch ein Jahr später. 2009 trat er zudem sowohl mit dem Diskus als auch mit dem Hammer bei den U20-Europameisterschaften in Novi Sad an. Während er im Diskuswurf in der Qualifikation scheiterte, zog er mit dem Hammer in das Finale ein. Darin warf er eine Weite von 76,65 m und verpasste damit als Vierter knapp die Medaillenränge.
2010 nahm Henriksen bei den Europameisterschaften in Barcelona an seinen ersten internationalen Meisterschaften bei den Erwachsenen teil. Dort reiste er mit einer Bestweite von 72,86 m an. In der Qualifikation kam er dann nur auf 69,98 m und schied damit vorzeitig aus. Ende August siegte er erstmals im Hammerwurf bei den Norwegischen Meisterschaften. Bis 2020 gewann er seitdem zehnmal in Folge Gold bei den nationalen Meisterschaften. 2011 nahm er in Ostrava an den U23-Europameisterschaften teil und zog in das Finale ein. Darin belegte er anschließend allerdings den letzten der insgesamt 12 Finalplätze. Mit seiner Saisonbestleistung von 74,59 m schaffte er dennoch auch bei den Weltmeisterschaften in Daegu antreten zu können, wenngleich er dort den Finaleinzug deutlich verpasste. In der Saison 2012 steigerte sich Henriksen auf eine Bestweite von 75,57 m und erfüllte damit die Norm für die Olympischen Sommerspiele in London. Bevor er dort an den Start ging, trat er in Helsinki zum zweiten Mal in Folge bei Europameisterschaften an. Nach der Qualifikation belegte er den insgesamt 14. Platz, womit er den Finaleinzug knapp verpasste. Noch knapper lief es für ihn in London. Obwohl er mit seiner besten Qualifikationsweite von 74,62 m den zweiten Platz in seiner Gruppe belegte, reichte es damit nur für den 13. Platz, womit er den Einzug in das Finale um einen Platz verpasste.
Nachdem Henriksen 2013 die Teilnahme an den Weltmeisterschaften in Moskau verpasst hatte, trat er 2014 wieder bei den Europameisterschaften in Zürich an. Auch dort blieb er, wie die gesamten zwei Saisons zuvor, hinter seinen Bestleistungen zurück und verpasste den Einzug in das Finale. 2015 trat er zur Universiade in Gwangju an, bei der er den sechsten Platz belegte. Auch 2016 nahm er in Amsterdam wieder an Europameisterschaften teil, verpasste allerdings erneut den Finaleinzug. Erste 2018 gelang es Henriksen wieder an alte Leistungen anzuknüpfen. Ende Mai warf er den Hammer auf 76,66 m und trat anschließend im August bei den Europameisterschaften in Berlin an. Diesmal zog er in das Finale ein, in dem er sich noch einmal bi auf 76,86 m steigerte. Mit dieser Weite belegte er den insgesamt fünften Platz. Zu Beginn der Freiluftsaison 2019 warf Henriksen Anfang Juni in Fränkisch-Crumbach den Hammer auf 78,25 m, die seitdem als seine persönliche Bestleistung und als Nationalrekord Norwegens zu Buche stehen. Anfang Oktober gelang es ihm in Doha auch erstmals bei den Weltmeisterschaften in das Finale einzuziehen, das er als Sechster beendete.
2021 qualifizierte sich Henriksen, zum zweiten Mal nach 2012, für die Olympischen Sommerspiele in Tokio. In der Qualifikation verbesserte er zunächst seinen eigenen Nationalrekord auf 78,79 m und zog damit in das Finale ein. Darin gelang ihm erneut eine Steigerung bis 81,58 m, womit er die olympische Silbermedaille gewinnen und seinen größten sportlichen Erfolg feiern konnte. 2022 nahm er im Juli an den Weltmeisterschaften in den USA teil. Er erreichte, wie bereits 2019, das Finale. Darin warf er den Hammer auf eine Saisonbestleistung von 80,87 m, wodurch er hinter dem polnischen Duo Paweł Fajdek und Wojciech Nowicki die Bronzemedaille und damit seine erste WM-Medaille gewinnen konnte. Einen Monat später trat er bei den Europameisterschaften in München an und konnte im Finale mit einem Wurf auf 79,45 m, kurz nach dem Gewinn seiner ersten WM-Medaille, als Drittplatzierter auch seine erste EM-Medaille erkämpfen. 2023 trat er auch in Budapest wieder bei den Weltmeisterschaften an. Mit Saisonbestleistung von 77,06 m belegte er im Finale den siebten Platz.
2024 trat Henriksen bei den Olympischen Sommerspielen in Paris an. Nachdem er drei Jahre zuvor in Tokio die Silbermedaille gewinnen konnte, verpasste er diesmal mit Saisonbestleistung von 79,18 m als Vierter knapp eine Medaille.

## Wichtige Wettbewerbe
| Jahr                 | Veranstaltung             | Ort                  | Platz                | Disziplin            | Weite                |
| Startet für Norwegen | Startet für Norwegen      | Startet für Norwegen | Startet für Norwegen | Startet für Norwegen | Startet für Norwegen |
| -------------------- | ------------------------- | -------------------- | -------------------- | -------------------- | -------------------- |
| 2007                 | U18-Weltmeisterschaften   | Ostrava              | 9.                   | Hammerwurf (5 kg)    | 71,10 m              |
| 2007                 | U20-Europameisterschaften | Hengelo              | 22.                  | Hammerwurf (6 kg)    | 61,48 m              |
| 2008                 | U20-Weltmeisterschaften   | Bydgoszcz            |                      | Hammerwurf (6 kg)    | o.g.V.               |
| 2009                 | U20-Europameisterschaften | Novi Sad             | 7. (Quali.)          | Diskuswurf (1,75 kg) | 52,99 m              |
| 2009                 | U20-Europameisterschaften | Novi Sad             | 4.                   | Hammerwurf (6 kg)    | 76,65 m              |
| 2010                 | Europameisterschaften     | Barcelona            | 22.                  | Hammerwurf           | 69,98 m              |
| 2011                 | U23-Europameisterschaften | Ostrava              | 11.                  | Hammerwurf           | 69,89 m              |
| 2011                 | Weltmeisterschaften       | Daegu                | 24.                  | Hammerwurf           | 71,27 m              |
| 2012                 | Europameisterschaften     | Helsinki             | 14.                  | Hammerwurf           | 72,54 m              |
| 2012                 | Olympische Sommerspiele   | London               | 13.                  | Hammerwurf           | 74,62 m              |
| 2014                 | Europameisterschaften     | Zürich               | 17.                  | Hammerwurf           | 72,31 m              |
| 2015                 | Universiade               | Gwangju              | 6.                   | Hammerwurf           | 71,47 m              |
| 2016                 | Europameisterschaften     | Amsterdam            | 16.                  | Hammerwurf           | 71,93 m              |
| 2018                 | Europameisterschaften     | Berlin               | 5.                   | Hammerwurf           | 76,86 m              |
| 2019                 | Weltmeisterschaften       | Doha                 | 6.                   | Hammerwurf           | 77,38 m              |
| 2021                 | Olympische Sommerspiele   | Tokio                | 2.                   | Hammerwurf           | 81,58 m              |
| 2022                 | Weltmeisterschaften       | Eugene               | 3.                   | Hammerwurf           | 80,87 m              |
| 2022                 | Europameisterschaften     | München              | 3.                   | Hammerwurf           | 79,45 m              |
| 2023                 | Weltmeisterschaften       | Budapest             | 7.                   | Hammerwurf           | 77,06 m              |
| 2024                 | Olympische Sommerspiele   | Paris                | 4.                   | Hammerwurf           | 79,18 m              |

## Leistungsentwicklung
- 2007: 60,51 m
- 2008: 62,66 m
- 2009: 69,07 m
- 2010: 72,86 m
- 2011: 74,59 m
- 2012: 75,57 m
- 2018: 76,86 m
- 2019: 78,25 m
- 2021: 81,58 m; (norwegischer Rekord)